# Ferrières-en-Gâtinais
Ferrières-en-Gâtinais é uma comuna francesa na região administrativa do Centro-Vale do Loire, no departamento de Loiret. Estende-se por uma área de 15.87 km². Em 2010 a comuna tinha 3 772 habitantes (densidade: 237,7 hab./km²).